# Brecz
Brecz (ukr. Бреч) – wieś na Ukrainie, w obwodzie czernihowskim, w rejonie koriukowskim, w hromadzie Koriukówka. W 2001 liczyła 226 mieszkańców.